# Аль-Рияди
«Аль-Рияди» — ливанский баскетбольный клуб из города Бейрут. Самый титулованный клуб Ливана. Выступает в чемпионате Ливана. 
Кроме профессионального клуба существует любительский клуб, где любой человек может обучаться баскетболу, чтобы стать профессионалом. Клуб также проводит занятия по настольному теннису, боевым искусствам, танцам и по другим видам спорта, включая индивидуальные занятия по баскетболу с игроком НБА Равадом Халифом.

## История
Клуб основан в 1934 году группой ливанских энтузиастов. В 1945 году Министерство внутренних дел Ливана разрешает клубу «Рияди из Бейрута» участвовать в различных спортивных состязаниях от имени района Раучи. В том году клуб участвует в соревнованиях по баскетболу, гандболу, волейболу, теннису и по настольному теннису.
В 1947 году клуб переезжает из района Раучи в Санайех. Новый стадион клуба торжественно открывают Президент Ливана Бишара эль-Хури и премьер-министры страны Риад Ас-Сольх и Саиб Салам. Первый свой матч на новом стадионе клуб проводит против турецкого Галатасарая. В 1954 году клуб обратно переезжает в район Раучи.
В 1965 году клуб создает женскую баскетбольную команду, чтобы конкурировать с другими клубами, у которых уже были женские команды.
В 1991 году при поддержке президента клуба Хишама Джаруди и тогдашнего премьер-министра страны Тамама Салама было окончено строительство крытого стадиона, названного «Саиб Салам Ареной».
Последние годы фанаты клуба обвиняются в использовании расовых и сектантских лозунгов. Руководит клубом политически предвзятый человек. Президент клуба, Хишам Джаруди во время Муниципальных выборов 2016 года посвящает стадион клуба политической кампании «Бейрутский список», таким образом поддерживая политическую партию Харири «Движение за будущее».

## Бейрутское дерби
Бейрутское дерби — противостояние самых титулованных ливанских баскетбольных клубов «Хекмеха» и «Аль-Рияди», располагающихся в крупнейшем городе страны — Бейруте.
Конкуренция между клубами отражаются в том, что владельцы клубов входят в разные политические, религиозные и культурные течения, из-за чего возникают напряжения между фанатами клуба.

## Достижения
Чемпионат Ливана
- Чемпион (11): 1949/50, 1950/51, 1951/52, 1952/53, 1953/54, 1955/56, 1956/57, 1957/58, 1958/59, 1959/60, 1967/68, 1970/71, 1972/73, 1992/93, 1994/95, 1996/97, 2004/2005, 2005/2006, 2006/2007, 2008/2009, 2009/2010, 2010/11, 2013/2014, 2014/2015, 2015/2016

Кубок чемпионов ФИБА Азия
- Чемпион: 2011, 2017

Кубок чемпионов ЗАБА
- Чемпион (3): 1998, 2008, 2011

Чемпионат клубов Арабских стран
- Чемпион (5): 2005, 2006, 2007, 2009, 2010

## Состав команды
| \| Поз. \| № \| Гражд. \| Имя \| Дата рождения (возраст) \| Рост \| Вес \| Звание \| \| ---- \| -- \| ------ \| ----------------- \| ------------------------- \| ------ \| ------ \| ------ \| \| АЗ \| 0 \| \| Иззат Каисси \| \| \| \| \| \| Ф \| 1 \| / \| Ахмад Исмаил \| 23 сентября 1976 (48 лет) \| 205 см \| 111 кг \| \| \| РЗ \| 2 \| \| Константин Кодси \| 21 апреля 1992 (33 года) \| 177 см \| \| \| \| З/Ф \| 4 \| \| Жан Абдельнур \| 29 ноября 1983 (41 год) \| 198 см \| 102 кг \| \| \| З \| 5 \| \| Амир Сауд \| 18 января 1991 (34 года) \| 188 см \| 83 кг \| \| \| РЗ \| 11 \| \| Мигель Мартинес \| 30 января 1988 (37 лет) \| 188 см \| \| \| \| ТФ \| 14 \| \| Билал Таббара \| 25 мая 1993 (32 года) \| 198 см \| 88 кг \| \| \| З \| 15 \| \| Бассель Такиэддин \| 18 января 2000 (25 лет) \| \| \| \| \| З \| 16 \| \| Ваель Аракджи \| 4 сентября 1994 (30 лет) \| 191 см \| 85 кг \| \| \| Ц \| 21 \| \| Илимане Диоп \| 4 апреля 1995 (30 лет) \| 211 см \| 104 кг \| \| \| ТФ \| 33 \| / \| Бассель Бавджи \| 26 декабря 1989 (35 лет) \| 203 см \| 115 кг \| \| | Главный тренер - Ахмад эль-Фарран Ассистенты тренера - Михаил Матсентидес Легенда - (К) — Капитан команды Последнее изменение: 17 января 2020 года |              |                   |                           |        |        |        |
| Поз. | № | Гражд.       | Имя               | Дата рождения (возраст)   | Рост   | Вес    | Звание |
| АЗ | 0 | Флаг Ливана  | Иззат Каисси      |                           |        |        |        |
| Ф | 1 | /            | Ахмад Исмаил      | 23 сентября 1976 (48 лет) | 205 см | 111 кг |        |
| РЗ | 2 | Флаг Ливана  | Константин Кодси  | 21 апреля 1992 (33 года)  | 177 см |        |        |
| З/Ф | 4 | Флаг Ливана  | Жан Абдельнур     | 29 ноября 1983 (41 год)   | 198 см | 102 кг |        |
| З | 5 | Флаг Ливана  | Амир Сауд         | 18 января 1991 (34 года)  | 188 см | 83 кг  |        |
| РЗ | 11 | Флаг Ливана  | Мигель Мартинес   | 30 января 1988 (37 лет)   | 188 см |        |        |
| ТФ | 14 | Флаг Ливана  | Билал Таббара     | 25 мая 1993 (32 года)     | 198 см | 88 кг  |        |
| З | 15 | Флаг Ливана  | Бассель Такиэддин | 18 января 2000 (25 лет)   |        |        |        |
| З | 16 | Флаг Ливана  | Ваель Аракджи     | 4 сентября 1994 (30 лет)  | 191 см | 85 кг  |        |
| Ц | 21 | Флаг Испании | Илимане Диоп      | 4 апреля 1995 (30 лет)    | 211 см | 104 кг |        |
| ТФ | 33 | /            | Бассель Бавджи    | 26 декабря 1989 (35 лет)  | 203 см | 115 кг |        |